# Ceratophyus
Ceratophyus — род жесткокрылых семейства навозников-землероев, подсемейства Geotrupinae.

## Описание
Относительно крупные жуки. Тело продолговато-овальной формы, выпуклое. Окраска варьирует от коричневого до смоляно-чёрного цвета. Верхние челюсти симметричные, с тремя хорошо развитыми выступами по боковому краю. У самцов вершина наличника выдается вперед в виде длинного рога; у самок он имеет вид короткого острого бугорка, сразу за которым имеется бугорок на лбу (у самцов лобный бугорок не выражен). Щечные выступы с заостренными, направленными вперед зубчиками. Передние углы переднеспинки закруглены. На переднем крае переднеспинки имеется длинный рог. У самок на этом месте имеются только 2 коротких, но острых бугорка. Надкрылья с 7 бороздками между швом и плечевым бугорком. Вершинные зубцы передних голеней у самцов среднеазиатских видов раздвоены (у самок простые); средние и задние голени с 3 цельными поперечными килями и следами четвертого.

## Биология
Жуки активны весной. Связаны с легкими песчаными почвами. Питаются навозом копытных животных, предпочитая навоз лошадей. Обычно роют норы глубиной 1,5—2 м, непосредственно под кучами навоза. В верхней части норы находится небольшой горизонтальный участок, ниже которого нора почти отвесно уходит вниз. В конце норы находятся горизонтальные, широкие (диаметром около 5 см) и длинные (длиной до 25 см) ячейки, куда пара жуков запасает навоз для личинок. Таких ячеек жуки создают до 5 штук. Яйца откладываются не в навоз, а в почву около ячейки. Закончив питание, личинка окукливается. Вышедший из куколки жук зимует в норе.

## Виды
- вид: Ceratophyus dauricus Jekel, 1866
- вид: Ceratophyus gopherinus Cartwright, 1966
- вид: Ceratophyus hoffmannseggi (Fairmaire, 1856)
- вид: Ceratophyus kabaki Nikolajev, 2007
- вид: Ceratophyus maghrebinicus Hillert & Kral, 2013)
- вид: Ceratophyus martinezi Lauffer, 1909
- вид: Ceratophyus mesasiaticus Medvedev & Nikolajev, 1974
- вид: Ceratophyus polyceros (Pallas, 1771)
- вид: Ceratophyus rossii (Jekel, 1865))
- вид: Ceratophyus sinicus Zunino, 1973
- вид: Ceratophyus schaffrathi Hillert & Kral, 2013
- вид: Ceratophyus sulcicornis (Fairmaire, 1887)